# Державний вістник
Державний вістник — газета, офіційний друкований орган Ради Міністрів Української Держави, випускалася тричі на тиждень українською мовою.

## Історія
Створення друкованого ЗМІ «Державний вістник» відбулось у травні 1918 року. Перший випуск відбувся 16 травня 1918 року.
Попередниками «Державного вістника» були газети «Вісти з Української Центральної Ради», «Вістник Генерального Секретаріату Української Народньої Республіки» та «Вістник Ради Народних Міністрів Української Народньої Республіки».
Редактором газети був Іван Ющишин, друк та видавництво відбувалось у Києві українською мовою.
Газета публікувала закони, інші нормативні акти, розпорядчі документи міністерств, статути державних установ, міжнародні угоди, оголошення тощо.
У грудні 1918 року газета офіційно припинила існування, 12 грудня вийшов останній 83 випуск газети. Наступником на базі «Державного вісника» стала газета «Вісник Української Народної Республіки».
Наразі всі випуски газети зберігаються в Національній бібліотеці України ім. Вернадського та декілька номерів - в Державному архіві Сумської області.